# Pierre Lallement
Pour les articles homonymes, voir Lallement.
Pierre Lallement, né le 25 octobre 1843 à Pont-à-Mousson et mort le 29 août 1891 à Boston, est considéré par certains comme l'inventeur de la bicyclette.

## Jeunes années
Pierre Lallement est né le 25 octobre 1843 à Pont-à-Mousson près de Nancy.
En 1862, alors qu'il travaillait dans une fabrique de landaus à Nancy, Lallement voit quelqu'un monter une draisienne, un précurseur de la bicyclette qui exigeait du conducteur de faire avancer le véhicule en poussant des pieds. Lallement modifia ce qu'il avait vu en ajoutant un dispositif comprenant une manivelle tournante et des pédales attachés à la roue avant, créant ainsi pour certains le premier vélo .
Il déménagea à Paris en 1863 et apparemment rencontra les frères Olivier (en) qui virent le potentiel commercial de son invention. Les frères Olivier s'associèrent avec Pierre Michaux pour produire en série un vélocipède à deux roues. Il existe une controverse sur le fait que ces vélos utilisaient les plans de 1864 de Lallement ou ceux d'Ernest Michaux. Lallement lui-même aurait pu être un employé de Michaux pendant une courte période.

## Carrière américaine
Lallement quitta la France en juillet 1865 pour les États-Unis et s'installa à Ansonia (Connecticut) où il fabriqua et présenta une version améliorée de sa bicyclette. Avec James Carroll de New Haven comme financier, il déposa le premier brevet américain pour une bicyclette à pédales en avril 1866, et le brevet fut attribué le 20 novembre 1866. Le plan de son brevet présente montre une machine ressemblant énormément la draisienne de Denis Johnson (en) de Londres avec son cadre ondulant, les seules différences étant l'addition de pédales et de manivelle et l'ajout d'une mince bande de fer, faisant office d'amortisseur, sur laquelle est fixée la selle pour fournir une assise plus confortable.
Ne trouvant personne aux États-Unis pour fabriquer son vélo, Lallement retourne à Paris en 1868, au moment du succès populaire des bicyclettes de la Maison Michaux en France, un enthousiasme pour le vélo qui s'étendit au reste de l’Europe et aux Amériques. Lallement retourna une nouvelle fois aux États-Unis un peu avant 1880 pour témoigner dans une plainte de contrefaçon de brevets déposée par Albert Pope (en) à qui il avait vendu les droits de son brevet ; Lallement vivait alors à Brooklyn et travaillait pour la Pope Manufacturing Company (en).
Il meurt dans l'anonymat à Boston en 1891 à 47 ans.

## Reconnaissance posthume
David V. Herlihy (en) apporta des preuves lors de la quatrième International Cycling History Conference (en) à Boston, Massachusetts, du 11 au 16 octobre 1993, que Lallement était le premier à avoir mis des pédales sur une draisienne

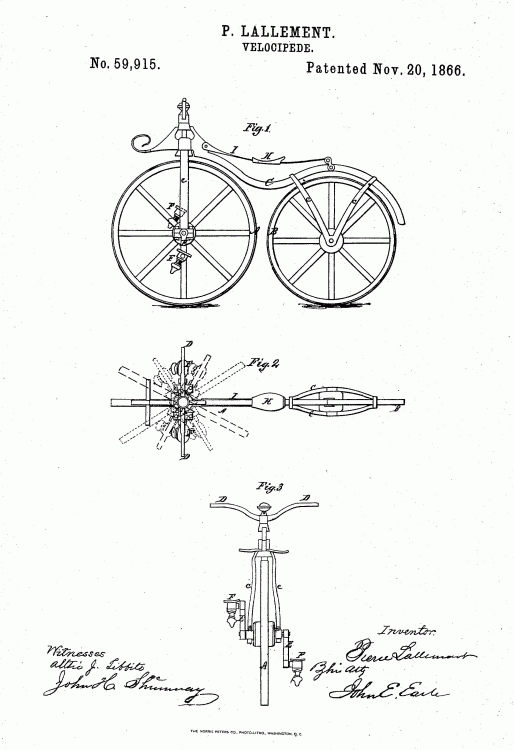
Le brevet original pour la bicyclette à pédale, remplit par Pierre Lallement, US Patent No. 59,915 attribué le 20 novembre 1866.

Une section de 3,5 mile du réseau de piste cyclable de Boston serpentant à travers le Southwest Corridor Park (en) de Forest Hills (en) à Back Bay est appelée Pierre Lallement Bike Path,. Cette section de piste cyclable passe près de la maison où est mort Lallement en 1891.
En 1998, un monument en hommage à Lallement est dévoilé à New Haven lors de l'International Festival of Arts & Ideas de la ville à New Haven Green (en).
Lallement est entré au Temple de la renommée du cyclisme américain en 2005.